# Tetanocera hyalipennis
Tetanocera hyalipennis är en tvåvingeart som beskrevs av Roser 1840. Tetanocera hyalipennis ingår i släktet Tetanocera och familjen kärrflugor. Arten är reproducerande i Sverige. Inga underarter finns listade i Catalogue of Life.